# 国吉亮
国吉 亮（くによし りょう）
沖縄県沖縄市（旧コザ市）出身。1980年4月19日生まれ。
18歳よりプロギタリストとして活動を始める。現在までに県内外、様々なアーティストのレコーディング・ライブサポートに参加。 
ブルーズ、ロックフィーリング溢れる、色彩豊かな独特なテクニックに定評のある沖縄を代表するギタリスト。 
現在は自身のバンド「WET」やソロ活動なども精力的に活動中。  
1996年 自身のバンド「CASINO FREAK」でバンド活動を開始。
2000年 SPICEMUSICに所属。
2004年 俳優 中尾彬、池波志乃がプロデュースする「B-TRIPPERS」のメンバーでデビュー。
2017年　ZEMAITIS Guitarとエンドース契約。
2022年　国吉亮/Rainey加藤/小関純匡からなるスリーピースロックバンドWETを結成。
2023年　WETのファーストアルバム「FIRST」をリリース。
2025年　ファーストソロアルバム「メトロポリス」をリリース。

主な共演者
佐渡山豊、AriaAizawa、いまみちともたか（バービーボーイズ）、木暮”shake”武彦（RED WARRIORS）、ジョニー宜野湾、レイヤマダ、スティーヴ・エトウ、アルバート・リー、庄野真代、Ichiro、エンリケ（バービーボーイズ）、八重樫浩（ANNLEWIS with PINX、BOWWOW）etc..．
国吉亮オフシャルサイト：　http://ryokuniyoshi.jp
| スタブアイコン | サブスタブ | この項目は、まだ閲覧者の調べものの参照としては役立たない、音楽関係者（バンド等）に関連した書きかけの項目です。この項目を加筆・訂正などしてくださる協力者を求めています（P:音楽/PJ:芸能人）。 |